# Florentius Radewijns
Florentius Radewijns oder Florens Radewijns (* um 1350 in Leerdam bei Utrecht; † 24. März 1400 in Deventer) war ein niederländischer Kirchenreformer.
Florentius Radewijns wurde 1350 in Leerdam als Sohn wohlhabender Eltern geboren. Er erwarb sich an der Prager Universität den Magistergrad der freien Künste und wurde später Kanoniker von St. Peter in Utrecht. Die damit verbundenen reichen Pfründen gab er aber alle auf, nachdem er 1380 eine Predigt von Geert Groote gehört hatte, dem er sich darauf geistlich und freundschaftlich anschloss. In Deventer erhielt er darauf eine Vikarie an der Lebuinuskirche und stand daraufhin seinem Meister Groote treu zur Seite. Für ihren Unterhalt und schriftstellerische Arbeiten konnte Radewijns sorgen, indem er an der Kapitelschule jungen Geistliche unterrichtete.
Dabei entstand bei ihm bald der Gedanke eines engeren Zusammenlebens der Geistlichen. Bald versammelten Groote und Radewijns in seinem Haus eine rasch anwachsende Zahl von Männern, die sich für ein geistliches Leben interessierten. Sie verbanden das gemeinsame Leben mit dem Erwerb ihres Unterhalts durch Arbeiten, vor allem durch Abschreiben von Büchern. So entstand die Gemeinschaft der Brüder vom gemeinsamen Leben und im ersten jener Fraterhäuser, welche für die Studien und für die religiöse Volksbildung im Mittelalter eine große Bedeutung gewannen.
Nachdem Groote mit 44 Jahren früh verstorben war, übernahm Radwijns nach ihm 1384 die Führung der Brüder vom gemeinsamen Leben und führte die Pläne Grootes weiter. Nachdem dieser nämlich den bedeutenden Mystiker Jan van Ruysbroek kennengelernt hatte, der selber Augustiner-Chorherr war, wünschte er sich, dass einige der Brüder seiner Gemeinschaft nach der Augustinusregel wie Augustiner-Chorherren zusammenleben sollten. So verwirklichte Radewijns kurz nach Grootes Tod 1386 die Gemeinschaft und den Bau des Klosters Windesheim bei Zwolle und dadurch die Kongregation der Windesheimer Chorherren der Augustiner-Chorherren.
Somit ist Florentius Radewijns neben Geert Groote eine der führenden Figuren und Initiatoren der damaligen geistlichen Reformbewegung der Devotio moderna („zeitgemäße Frömmigkeit“).